# Frans Wiemans
Frans Louis Wiemans (Batavia – 13 januari 1889) – Bandung, 13 februari 1935) was een Nederlands bouwkundig ingenieur, architect  en componist.
Hij was zoon van Emilie Adolfica von Dewall en Anthon Johan Gerard Andries Wiemans, die lid was van de Algemene Rekenkamer NOI. Tante Marie Wiemans was redelijk bekend pianiste in Nederlands-Indie.
Hijzelf trouwde met Jenny Marie Louise Mounier, waarvoor hij in 1930 vanuit woonplaats Maastricht een echtscheiding probeerde te regelen, zijn vrouw was zoek. In 1930 had zij zich nog niet gemeld, waarna een echtscheiding werd uitgesproken.
Zijn vader (en wellicht ook zijn tante), zelf bekwaam musicus bracht hem zijn eerste muziekkennis bij. Hij gaf toen ook uitvoeringen op viool en piano. Op zeventienjarige leeftijd vertrok hij naar Europa, maakte daar de Hogereburgerschool af.  Zijn beroepsmatige opleiding werd voortgezet aan de TH Delft. Terwijl hij bezig was met die studie, studeerde hij bij Anton Verheij piano. Na zijn technische studie in 1915 afgerond te hebben vertrok hij naar Nederlands-Indië om er te gaan werken bij het Departement der Burgerlijke Openbare Werken en ontwierp de Nederlands-indische Artsenschool (NIAS). Hij vestigde zich als architect in Soerabaja. Hij liet zich af en toe verleiden tot het geven van concerten, solo of als begeleider van anderen. Een concert dat hij in 1919 als organist in de Oude Stadskerk in Batavia gaf bleef menig bezoeker lang bij.
In 1921 vestigde hij zich met zijn verdiende geld op zak in Berlijn en nam er les bij Ferruccio Busoni, Egon Petri en Phillip Jarnach uit de kennissenkring van Busoni. In de jaren twintig vestigde hij zich in Den Haag en gaf van daaruit concerten in de grote Nederlandse steden. In 1925 probeerde hij zich verder te verdiepen in het pianospel. Hij vestigde zich even in Maastricht en vertrok in 1930 na de scheiding via Berlijn weer naar Nederlands-Indië, maar van muziek als beroep was geen sprake meer. Wel gaf hij in 1933 nog een concert met zangeres Maria Last, zij zou zijn werken tot in 1940 (ook in Nederland) zingen. Hij was een aantal jaren voorzitter van de afdeling West-Java van de Maatschappij tot Bevordering der Toonkunst.
Uit zijn pen vloeide muziek met Oosterse klanken en ritme. Het Geïllustreerd Muzieklexicon meldde als werken:
- Drie wijzangen van Rabindranath Tagore voor zangstem en piano; uitgegeven door Van Eck & Zoon in Den Haag.
- een lied op tekst van Théophile Gautier voor zangstem en orkest
- piano-etude in kwinten
- Variaties op een thema van Händel voor orgel
- Reisschetsen voor piano
- Orientalisches Streichkwartet, etc.

Zijn eerste melding in de Nederlandse pers betrof echter een kleine prijs toen hij nog leerling was op het Gymnasium Willem III in Meester Cornelis. Hij was daar in 1905 een van de beste leerlingen Frans.
Zijn overlijden vond plaats tijdens een operatie tegen een vetbultje in het Borromeus Ziekenhuis in Bandung. Tot in 1937 werd er een rechtszaak (ampullen-affaire) gevoerd omtrent de behandelende geneesheren en verpleegsters, die hem een vermoedelijke overdosis novocaïne-adrenaline zou hebben gegeven. De zaak bloedde dood, de verdachte apotheker en arts werden vrijgesproken vanwege onvoldoende bewijs.
- Gemeinsame Normdatei: 142552054
- International Standard Name Identifier: 0000 0000 9726 2453
- Nederlandse Thesaurus van Auteursnamen: 322067758
- Virtual International Authority File: 143852673
- WorldCat: E39PBJvt7FVhP6krvpq6wGttKd